# Percy Grainger

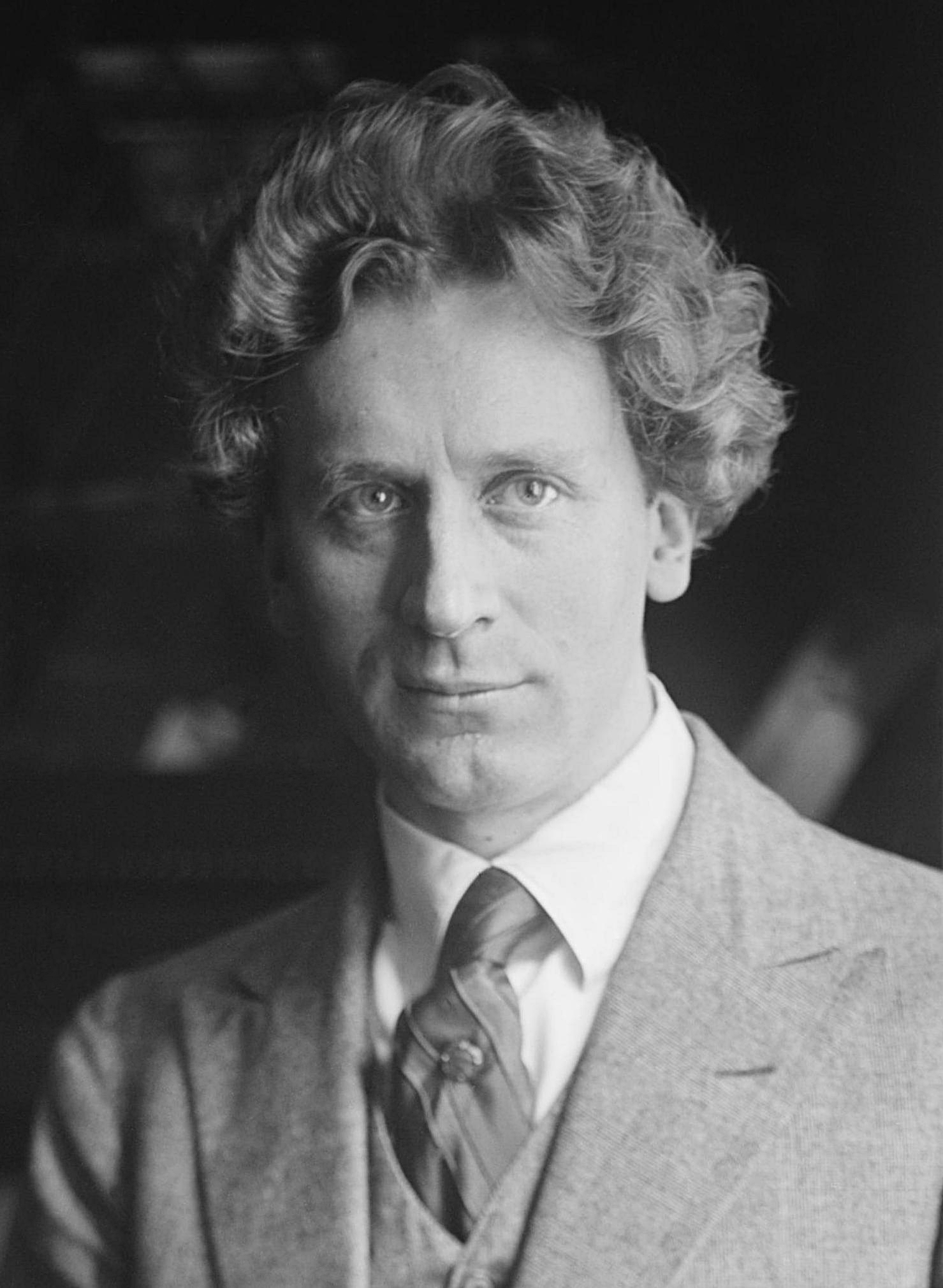
Percy Grainger

Percy Grainger (1882 – 1961) a fost un compozitor australian, cunoscut în primul rând pentru compozițiile Grădini de țară, Dansul Ciobanilor și Molly pe malul mării.